# Evangelium Vitae
Evangelium Vitae (hrv. Evanđelje života) je enciklika koju je objavio papa Ivan Pavao II., 25. ožujka 1995. godine. Taj crkveni dokument obrađuje ključna pitanja života i smrti poput: smrtne kazne, pobačaja, ekperimentiranja nad ljudskim embrijima, eutanazije, samoubojstva i zakonodavstva u vezi tih pitanja.
Enciklika se pripremala četiri godine. Na njoj su radili u dvije papinske akademije. Prije objavljivanja, mišljenje i suglasnost dali su kardinali i biskupi. Ne daje nove doktrinalne sadržaje, nadovezuje se na dotadašnje crkveno učenje, ali daje nove naglaske, ima novi stil i nakane. Sadrži teme iz područja biomedicine, prava, sociologije, psihologije, ekonomije i politike. 
Na početku enciklike upućen je apel odgojnim djelatnicima: "Poštuj život, svaki ljudski život, brani ga, voli ga i služi mu! Samo ćeš na tomu putu naći pravdu, razvitak, istinsku slobodu, mir i sreću."

## Ključne teme
Enciklika daje razmišljanja i stavove o ključnim etičkim pitanjima iz područja života i smrti: 
- Sveto pismo, Predaja i Učiteljstvo Crkve drže, da je život nevina čovjeka nepovrijediv te da je to moralna istina. Papa u enciklici izjavljuje, da je izravno i namjerno ubojstvo nevinog ljudskog bića uvijek teško nemoralno djelo.[1]
- U slučaju rata i izravne ugroženosti života, čovjek ima pravo na samoobranu i nije kriv ako u samoobrani braneći svoj život od agresora, usmrti agresora.
- U enciklici se govori o smrtnoj kazni. Ne preporučuje se ubijanje krivca, osim u slučaju aspolutne nužnosti, kada je ugrožena zaštita društva, što je vrlo rijedak slučaj ili gotovo nepostojeći.
- Pobačaj se u enciklici naziva posebno teškim i žalosnim zločinom nad životom, jer se uništava ljudsko biće koje je toliko nevino, da ne može biti nevinije.
- Papa se zauzima za stav, da ljudski život počinje od začeća te da taj život nije ni očev ni majčin, nego život novog ljudskog bića. Smatra se, da nikada ne bi postao čovjekom, ako to nije od prvog trenutka začeća. Zabranjuje se svaki čin, koji dovodi do uništavanja ljudskog embrija.
- U enciklici se priznaje, da se majke ponekad nalaze u objektivnim teškoćama, zbog kojih se odlučuju na pobačaj. Premda se čini, da su uvjeti za život djeteta koje se ima roditi takvi, da se čini da bi za njega bilo bolje da se ne rodi, takvi razlozi ipak ne mogu opravdati slobodno uništenje nedužnog ljudskog bića. Crkva priznaje, da su mnoge žene koje su pobacile pri tome imale mučne i dramatične odluke te da im rane na duši još vjerojatno nisu zarasle. Poziva ih se na nadu i otvorenost pokajanju te traženju oprosta i od djeteta koje sada živi u Gospodinu. Crkva ne osuđuje žene, nego čin pobačaja.
- Papa poziva parlamentarne zastupnike, da ako već ne mogu opozvati zakone, koji odobravaju pobačaj, onda neka rade na prijedlozima, kojima bi se umanjili negativni učinci pobačaja na području morala i kulture.
- Pokusi nad ljudskim embrijima i fetusima su apsolutni neprihvatvljivi, ako dovode do smrti embrija i fetusa, makar ti pokusi bili u korist drugih ljudi.
- Papa osuđuje eutanaziju kao tešku povredu Božjeg zakona, jer se radi o namjernom ubojstvu ljudske osobe.
- Samoubojstvo se navodi kao moralno neprihvatljivo kao i ubojstvo, zbog odbijanja ljubavi prema sebi i odreknuća dužnosti prema obitelji i zajednici kojoj se pripada. Čovjek time odbacuje apsolutni Božji suverenitet nad životom i smrću.
- Povrjede života su i sakaćenja, tjelesna i moralna mučenja. Ljudsko dostojanstvo vrijeđaju: deportacije, ropstvo, prostitucija, ženama i mladima te nehumani uvjeti rada.[2]

## Svetost života
Prema enciklici, 5. Božja zapovijed "Ne ubij" odnosi se na: "Ne ubij nevinoga, ne ubij nevinoga u ratu, nevinoga u miru, nevinoga u majčinoj utrobi, nevinoga u posljednjoj bolesti, ne ubij nevinoga nikada i u kojem slučaju." Papa spominje Isusove riječi iz Evanđelja: "Što god učiniste jednome od moje najmanje braće, meni učiniste" (Mt 25,40).
U encklici se ističe da je život svet jer dolazi od Boga, ostaje u trajnoj vezi s Bogom i Bogu se vraća. Papa je izjavio: "Prema tome, autoritetom koji je Krist predao Petru i njegovim nasljednicima, u zajedništvu s biskupima Katoličke Crkve potvrđujem da je izravno i namjerno ubojstvo nevinoga ljudskog bića uvijek teško nemoralno djelo." Budući, da Krist nikada nije osuđivao osobe, već zla djela, tako ni papa ne osuđuje jadne žene, muževe i liječničko osoblje, već osuđuje čin pobačaja. Crkva se zalaže, da se ljudsko biće treba poštovati i braniti kao osobu od začeća i moraju mu se zajamčiti prava osobe od kojih je prvo nepovredivo pravo na život, koje ima svako nevino ljudsko stvorenje.

## Zakonodavstvo
Izražava se negodovanje, što se u zakonodavstvu zločin ubojstva nevinoga prikazuje kao pravo počinitelja. Zakon koji gazi temeljno pravo na život kosi se sa zdravim razumom. Papa u enciklici navodi, da katolike ne obvezuju zakoni kojima se ozakonjuju pobačaj, eutanazija i bilo koje drugo ubojstvo nedužnih, već katolici imaju pravo protiviti se takvim zakonima, zbog prigovora savjesti. Enciklika se ne bori protiv kulture ili politike već protiv mentaliteta koji je protiv života. 
Papa je pozvao, da se o enciklici provede rasprava u teološkim, obrazovnim i drugim krugovima te je na kraju uputio molitvu Mariji, Majci života.

## Unutarnje poveznice
- pobačaj
- smrtna kazna
- samoubojstvo
- eutanazija
- umjetna oplodnja
- prenatalni razvoj čovjeka
- enciklika Donum Vitae
- Ivan Pavao II.
- dan svetosti života

## Vanjske poveznice
- Tekst enciklike na engleskom jeziku
- Originalni tekst enciklike (latinski)